# Winn-Dixie (Buch)
Because of Winn-Dixie / dt.: Winn-Dixie ist der Debütroman der US-amerikanischen Kinder- und Jugendbuchautorin Kate DiCamillo. Schon mit diesem ihrem Erstling und dem Folgewerk "gelang" der Schriftstellerin "der internationale Durchbruch". Das Buch, das in der deutschen Übersetzung von Sabine Ludwig auf der Auswahlliste zum Deutschen Jugendliteraturpreis stand, wurde 2004 durch Wayne Wang unter dem Titel Winn-Dixie – Mein zotteliger Freund verfilmt. 2019 wurde Because of Winn-Dixie. The Musical uraufgeführt – mit Musik von Duncan Sheik.
Über ihre Motivation, dieses Buch zu schreiben, und über dessen Protagonisten sagt Kate DiCamillo: "I wrote Because of Winn-Dixie because I was homesick for Florida (I live in Minneapolis) and because I wanted a dog and couldn't have one (I lived in an apartment building that didn't permit them). It allowed me to go home and to spend time with a dog of the highest order. As for the other characters, I never know where they come from; I just feel happy and lucky when they choose me to tell their stories. India Opal Buloni seems so real to me, I don't think I could have made her up. Rather, I feel like I discovered her."
Anlässlich der Übersetzung ins Deutsche hieß es beispielsweise: "Mit Herzenswärme und Humor weist diese Geschichte auf eine Möglichkeit hin, friedlich miteinander umzugehen: dem Mitmenschen zuhören, ihn so akzeptieren, wie er ist, und aktiv an einer Gemeinschaft mitwirken." Auch in den Feuilletons von Die Zeit (Siggi Seuss) und Süddeutsche Zeitung (Christine Knödler) wurde Winn-Dixie behandelt und sehr positiv aufgenommen.

## Handlung
Die zehnjährige India Opal Buloni, die als Ich-Erzählerin fungiert, zieht mit ihrem Vater, den selbst sie den „Prediger“ nennt, in eine Kleinstadt im Süden der USA. Der Vater versucht auf diese Weise, die Erinnerung an Opals Mutter zu verdrängen, die ihre Familie verließ, als Opal drei war. Opal wiederum weiß selbst gar nichts mehr von ihrer Mutter und kann auch nicht mit ihrem Vater über ihre Gefühle sprechen. In ihrer neuen Heimat fühlt sich das Mädchen erst recht einsam, da sie sich von den dortigen Kindern gehänselt und dadurch noch mehr verloren fühlt.
Dieses ändert sich erst, als Opal beim Einkaufen in einem Geschäft der Winn-Dixie-Kette einen Hund trifft, den sie vor dem Besitzer des Ladens rettet und als ihren ausgibt. Der Hund, den sie ebenfalls Winn-Dixie tauft und der ihr erster Freund wird, hilft Opal, mit ihrer Situation fertigzuwerden. Sie hilft in einem Tiergeschäft aus, in dem der vorbestrafte Otis Musik nur für die Tiere spielt, und kommt in Kontakt mit der Bibliothekarin Miss Franny, die ihr Geschichten aus ihrem Leben erzählt sowie der von den Kindern als „Hexe“ verschrienen Gloria, der sie vorliest. Diese lässt Opal erkennen, dass auch die Nachbarskinder unglücklich und einsam sind, und ermuntert ihre kleine Freundin, auf diese zuzugehen. Schließlich findet Opal sogar den Mut, ihren Vater auf ihre Mutter anzusprechen, und kann somit einerseits erkennen, was sie mit dieser Frau gemeinsam hat, aber auch, dass sie ihr Leben nicht von der Sehnsucht nach ihr bestimmen lassen darf.

## Ausgaben
- Because of Winn-Dixie. Candlewick Press, 2000, ISBN 0-7636-0776-2, Neuausgabe mit Vorwort der Autorin. Candlewick Press, 2021, ISBN 978-1-5362-1435-2
- Winn-Dixie. (dt. Sabine Ludwig), Cecilie Dressler, 2001, ISBN 3-7915-2791-6
- Winn-Dixie. Dt. Taschenbuch, 2003, ISBN 3-423-70771-2

## Auszeichnungen
- 2000: Josette Frank Award[9]

- 2001: Newbery Honor Book[10]

- 2002: Nominierung zum Deutschen Jugendliteraturpreis[11]

- 2003: Mark Twain Readers Award[12]